# Лим Си Хён
Лим Си Хён (кор. 임시현; род. 13 июня 2003, Каннын, Канвондо) — южнокорейская лучница, выступающая в соревнованиях по стрельбе из олимпийского лука. Трёхкратная олимпийская чемпионка 2024 года, чемпионка мира.
На летних Олимпийских играх 2024 года она завоевала три золотые медали в личном, командном и смешанном зачетах. Она также установила мировой рекорд в предварительном раунде женских индивидуальных соревнований, набрав 694 балла из 720 возможных.

## Ранние годы жизни и образование
Лим родом из Каннына, Южная Корея. Она посещала начальную школу Но-ам, где впервые начала заниматься стрельбой из лука в качестве внеклассного предмета в третьем классе. Она уехала из своего родного города в Сеул, чтобы поступить в Сеульскую высшую школу физической культуры. Окончила Корейский национальный спортивный университет.

## Карьера
Лим завоевал три золотые медали на Азиатских играх 2022 года.
На этапе Кубка мира по стрельбе из лука 2023 года, где Лим дебютировала, она завоевала золотые медали в личном зачете среди женщин и в составе женской команды вместе с Ан Сан и Кан Чхэ Ён. На следующем этапе Кубка мира Лим повторила этот успех.
На чемпионате мира по стрельбе из лука 2023 года в Берлине Лим стала чемпионкой мира в миксте.
После победы на национальном отборе в апреле 2024 года Лим завоевала право участвовать в Летних Олимпийских играх 2024 года. Во время рейтингового раунда 25 июля 2024 года Лим Си Хён выбила 694 очка 72 стрелами, установив новый мировой рекорд, превышающий на 2 очка рекорд Кан Чхэ Ён 2019 года. Вместе с Нам Су Хён и Чон Хон Ён она выбили 216 стрелами 2046 очков, превзойдя на 14 очков олимпийский рекорд, установленный корейскими лучницами на Олимпийских играх 2020 года. Также вместе с Ким У Джином она установила новый олимпийский рекорд в миксте, выбив 144 стрелами 1380 очков.
В последующие дни Лим завоевала три золотые медали на летних Олимпийских играх 2024 года в личных, командных соревнованиях и в миксте.